# Marina Pinnacle
Marina Pinnacle è una torre di 77 piani a Dubai Marina a Dubai, negli Emirati Arabi Uniti. La torre ha un'altezza strutturale totale di 280 m e 764 unità residenziali. La costruzione è stata completata nel 2011.